# Friedhof Zum Bilstein

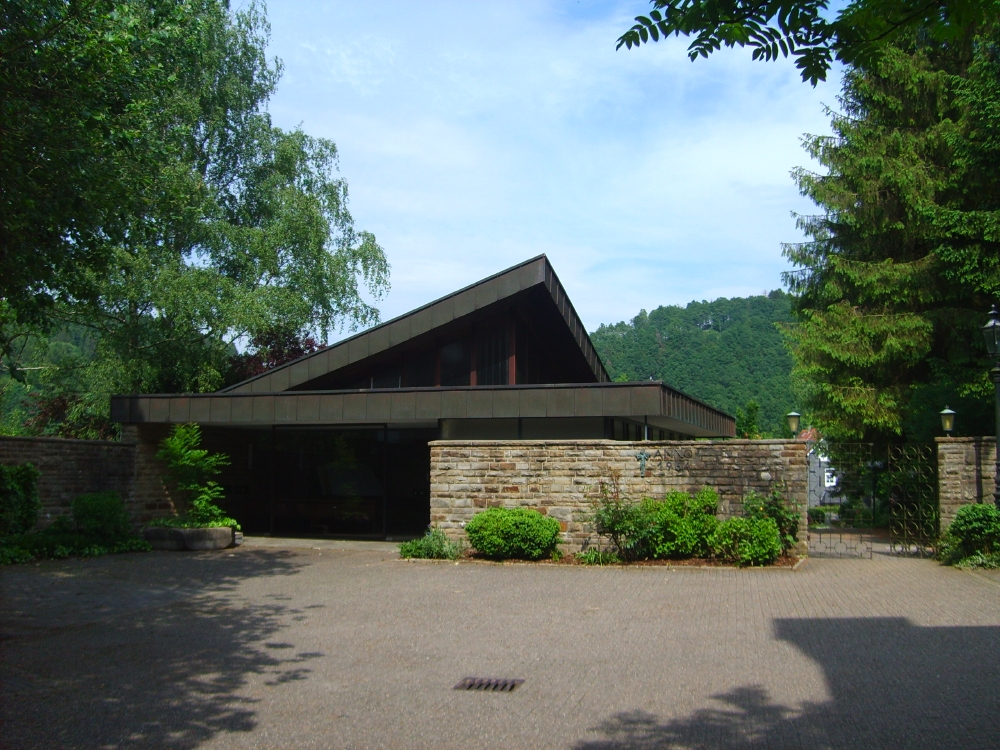
Friedhofskapelle

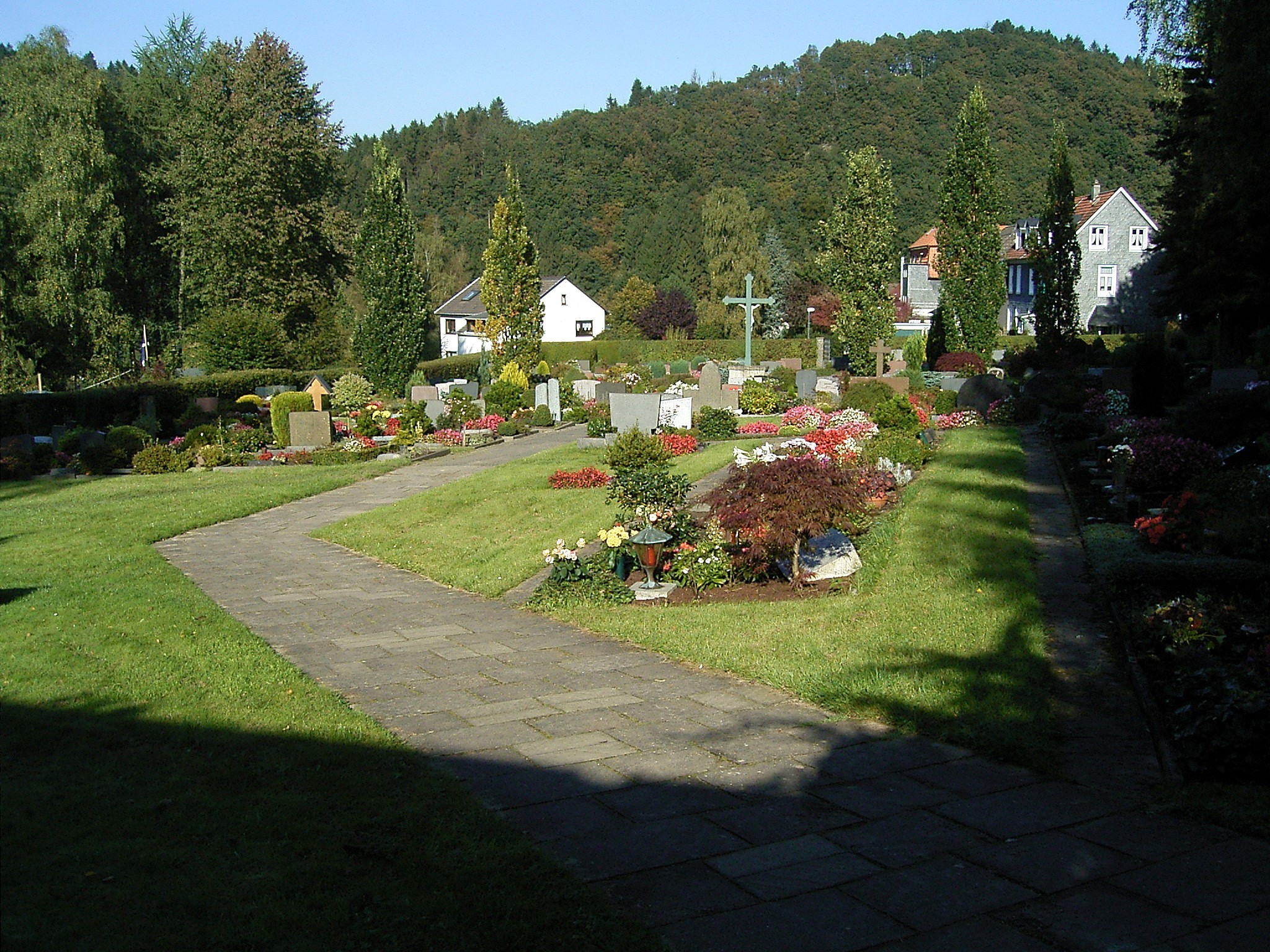
Blick über den Friedhof in nordöstlicher Richtung

Der römisch-katholische Friedhof Zum Bilstein, auch Friedhof Am Bilstein, liegt unmittelbar östlich der Klosterkirche St. Maria Magdalena und des Klosters Steinhaus im Wuppertaler Ortsteil Beyenburg.
Der Friedhof hat seinen Haupteingang im Südwesten und ist durch ein kleines Eisentor zu erreichen. Links neben dem Tor befindet sich die 1964 erbaute Friedhofskapelle. Nach dem Tor schließt sich ein rund 108 Meter langer Hauptgang an, der zum rückwärtigen Eingang zur Straße Am Bilstein führt. Der Hauptgang teilt die Friedhofsfläche in zwei Teile, in der Mitte befindet sich ein Hochkreuz für die Geistlichen. Rechts und links des Hauptganges befinden sich auf einem Wiesengelände die in Stein gefassten Gräber.
Am Eingang, hinter der Friedhofskapelle, befindet sich ein Freialtar und nördlich daneben ein mit einer niedrigen Hecke umsäumtes Ruhefeld für die Brüder des Ordens vom Heiligen Kreuz („Kreuzherren“, auch „Kreuzbrüder“). Hier befindet sich noch ein auffälliges helles Kreuz. Ein großer Steinblock daneben zeigt das Wappen der Kreuzherren. Die Gräber sind schlicht und mit einfachen Grabplatten versehen. Es ist nun die einzige Ruhestätte der Kreuzherren, verstorbene Brüder aus ganz Deutschland werden hier beigesetzt.